# Batîr, Cimișlia
Batîr este un sat din raionul Cimișlia, Republica Moldova.

## Istoric
Satul actual a fost întemeiat în anul 1808 când 48 familii de țărani moldoveni s-au mutat pe loc după părăsirea Basarabiei de tătari. În 1822 s-au stabilit și 10 familii de țărani ruteni, cu numele de familie Revenco, Malașenco, Ghiric, Grijuc, Todorovici, Grușițchii (de asemenea Grușinschii), Podcormejnîi (de asemenea Chernițchii și Zachernicinîi) și Veselnoi (de asemenea Veselnîi și Vesiolîi).

### Dicționarul Geografic al Basarabieide Zamfir Arbore
Batîr, sat, in jud. Bender, volosti Taraclia, așezat în fundul râpei, pe partea dreaptă a văii Seci. S-a întemeiat pe locul de seliște a unui sat tătar pe la 1808 de către țărani români in număr de 48 familii (295 bărb. și 103 fem.). La 1822, s’au mai așezat 10 familii de ruteni și o familie de mazili. Sătenii au avut, la 1827, 88 case; o biserică, cu hramul Sf. Dumitru, 128 cai, 1198 vite mari, 1518 oi, și stăpâneau peste tot câte 30 deseatini pământ de cap de familie. Astăzi (începutul secolului al XX-lea) satul se compune din 220 case; o biserica; o școală elem. rusă; 1771 suflete țărani români, 579 vite mari. Sunt vii și grădini cu pomi. Dealul din spre S. are o înălțime de 115 stânj. d’asupra n. m. d. h. st. maj. rus.

## Geografie
Satul este situat în partea de sud a țării, la aproximativ 14 km de centrul raionului Cimișlia.

## Demografie

### Structura etnică
Structura etnică a localității conform recensământului populației din 2004:
| Grup etnic                                               | Populație | % Procentaj  |
| -------------------------------------------------------- | --------- | ------------ |
| Băștinași declarați Moldoveni Băștinași declarați Români | 2531 9    | 98,64% 0,35% |
| Ruși                                                     | 11        | 0,43%        |
| Ucraineni                                                | 9         | 0,35%        |
| Găgăuzi                                                  | 5         | 0,19%        |
| Evrei                                                    | 1         | 0,04%        |
| Total                                                    | 2566      |              |

## Administrație și politică
Componența Consiliului local Batîr (11 consilieri), ales la 5 noiembrie 2023, este următoarea:
|  | Partid                            | Consilieri | Componență | Componență | Componență | Componență | Componență | Componență | Componență | Componență | Componență |
|  | --------------------------------- | ---------- | ---------- | ---------- | ---------- | ---------- | ---------- | ---------- | ---------- | ---------- | ---------- |
|  | Partidul Social Democrat European | 9          |            |            |            |            |            |            |            |            |            |
|  | Partidul Acțiune și Solidaritate  | 2          |            |            |            |            |            |            |            |            |            |